# El Longoreño
El Longoreño är en ort i Mexiko.   Den ligger i kommunen Matamoros och delstaten Tamaulipas, i den östra delen av landet, 700 km norr om huvudstaden Mexico City. El Longoreño ligger 12 meter över havet och antalet invånare är 676.
Terrängen runt El Longoreño är mycket platt. Runt El Longoreño är det ganska tätbefolkat, med 134 invånare per kvadratkilometer. Närmaste större samhälle är Heroica Matamoros, 12,0 km väster om El Longoreño. Omgivningarna runt El Longoreño är en mosaik av jordbruksmark och naturlig växtlighet.